# Piazza Sannazaro
La Piazza Sannazaro es una de las plazas más importantes de la ciudad de Nápoles, Italia. Es famosa por la Fontana della Sirena, que otorga a todo el paisaje un aire de majestuosidad y elegancia.
Alberga pizzerías, restaurantes, quioscos y bares. Por su accesibilidad, es un punto de encuentro, cerca del centro, Vomero, Posillipo y Fuorigrotta, poblado por una gran cantidad de napolitanos, pero también por turistas, grupos y personajes típicos del underground de la ciudad.

## Historia

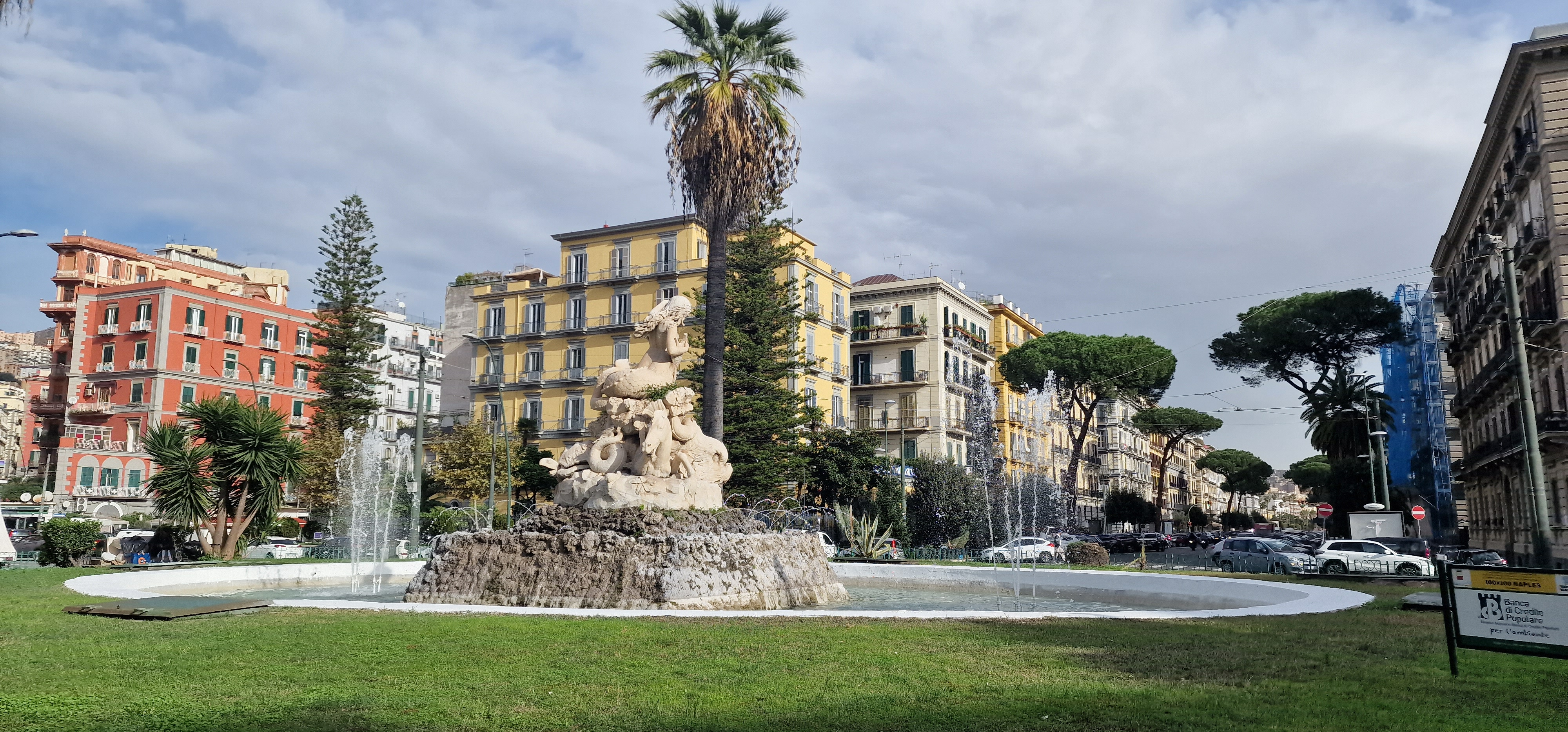
La plaza hacia Viale Gramsci.

Originalmente la línea de la costa de la zona estaba mucho más atrasada y el mar ocupaba casi toda la actual plaza. A finales del siglo XIX se ganaron tierras al mar y se consiguió un considerable espacio, que permitió la construcción de la Via Caracciolo, el Viale Gramsci y la Piazza Sannazaro. Hasta ese momento existían muy pocos edificios en la zona, situados a la orilla del mar, en la Via per Mergellina. Estos edificios, entre los cuales destaca la casa de la duquesa de Pescolanciano están situados al noreste de la plaza, cerca de las tredici scese di Sant'Antonio y la Chiesa di Piedigrotta.
Posteriormente, en los años veinte del siglo XX, se abrió la segunda galería bajo la colina de Posillipo, la Galleria Laziale (llamada así porque fue abierta por la Società Edilizia Laziale) que demostraba el interés urbanístico hacia la zona occidental, todavía inmersa en una atmósfera totalmente agreste (Fuorigrotta) o natural (como la colina de Posillipo, excepto varias casas de campo). La entrada a la galería se situó en la plaza, que además acogió la Fontana della Sirena (proveniente de los jardines frente a la antigua Estación Central), rodeada por dos edificios que la cerraban escenográficamente.

## La leyenda de la sirena

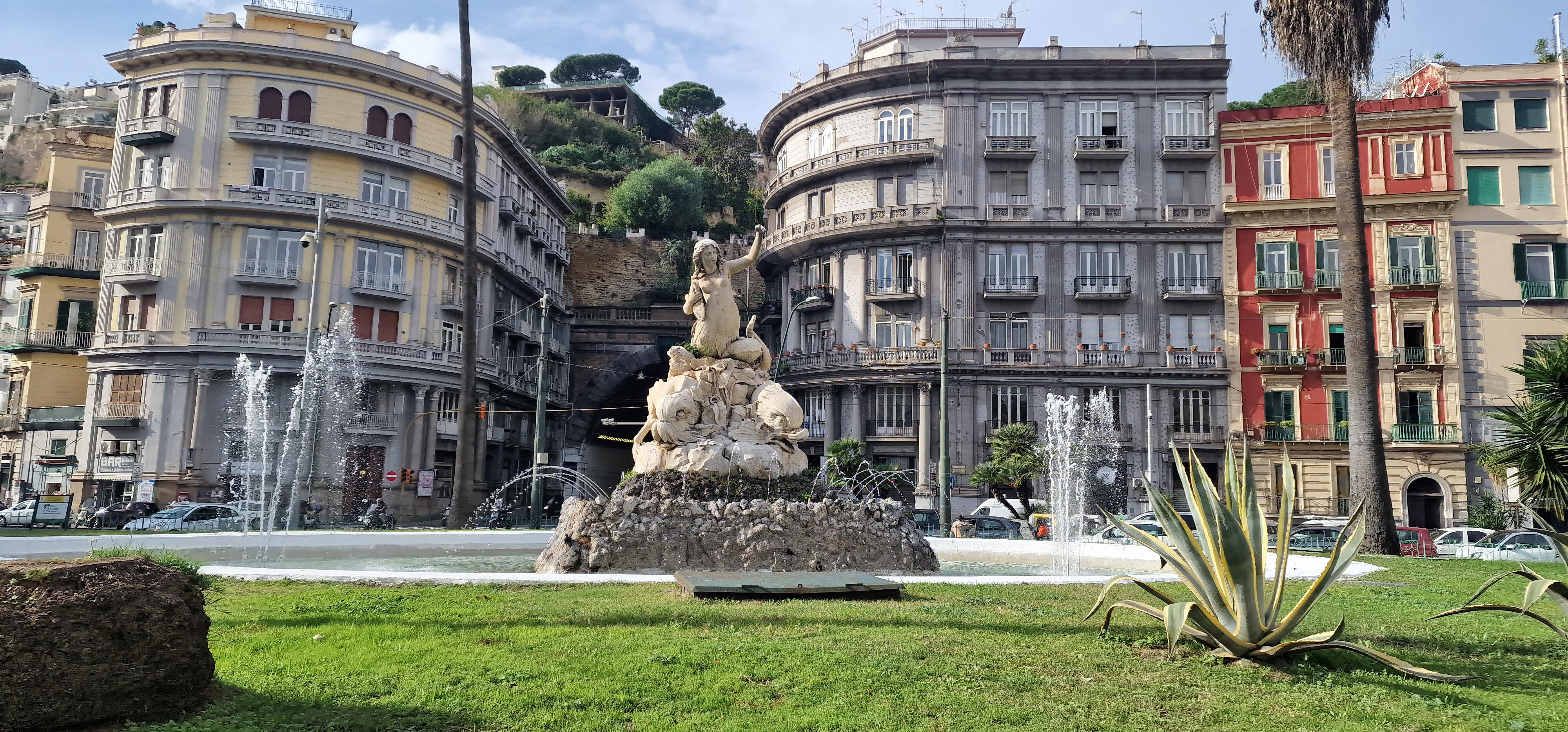
La Fontana della Sirena.

Según la leyenda, la sirena Parténope, enamorada de Ulises, intentó hechizarlo con el canto y atraerlo hacia las profundidades del mar (aguas del Golfo de Nápoles). El héroe, como es conocido, resistió atándose al mástil de la nave mientras rodeaba la bahía. La joven sirena se suicidó y su cuerpo fue recogido por las corrientes en la roca de San Leonardo en Mergellina. Con el nombre de la sirena se fundó Parténope, actual Nápoles.

## Transporte
La plaza es un importante nodo viario porque recibe todo el tráfico proveniente de Fuorigrotta por la Galleria Laziale, una de las dos galerías que hacen posible el acceso al barrio (la otra es la Galleria delle Quattro Giornate), y también el tráfico del paseo marítimo, la Riviera di Chiaia y el Corso Vittorio Emanuele.
Se puede llegar a la plaza desde la Estación de Nápoles Mergellina. Además, la zona es servida por los autobuses que se dirigen a Mergellina (C16), Posillipo (140 y C21) y la zona occidental Fuorigrotta-Soccavo-Pianura-Bagnoli (151, R7 y 112). La plaza no dispone de paradas, que están situadas en las calles adyacentes.
Hasta 2000 también se podía alcanzar mediante el tranvía 1, que se dirigía al Piazzale Tecchio (ruta actualmente confiada a la línea 151). La plaza está dotada con rieles por la decisión de hacerla extremo occidental de la red. El único obstáculo es la presencia de tres obras a lo largo de la ruta que impiden el tránsito de los tranvías.
La salida de la tangenziale más cercana es la de Fuorigrotta (2.6 km).
A 500 metros está el puerto turístico de Mergellina.

### El incidente tranviario de 1973
El 1 de noviembre de 1973 un tranvía averiado remolcado por otro coche en dirección al depósito de Fuorigrotta se desenganchó dentro de la Galleria Laziale. Desde el momento que recorría la galería subiendo, el tranvía, sin conductor y sin frenos, se deslizó hacia la plaza a gran velocidad, impactando en algunos coches parados en el semáforo. Terminó su loca carrera en el césped de la fuente de la plaza, pero sin dañarla. El incidente causó dos muertos, que se encontraban en un taxi golpeado por el tranvía.